# María Cristina Torales Pacheco
Josefina María Cristina Torales Pacheco (CDMX, 19 de mayo de 1949) es una historiadora, escritora e investigadora mexicana. 

## Trayectoria
Egresada de la licenciatura y maestría en Historia de la Universidad Iberoamericana y del doctorado de la Universidad de Leiden, ha enfocado su labor profesional en el estudio del Mundos Hispánico y Lusitano. En particular lo concerniente a las legalizaciones de las propiedades agrarias; la Ciudad de México; y empresarios, letrados y jesuitas y sus redes transoceánicas siglos XVI-XVIII.

## Obras
- Celebración de la beatificación de San Ignacio en Durango, Villa en el noroeste de México (2023). [1]

- Torales Pacheco, María Cristina (2019). Empresarios novohispanos y sus vínculos en el Pacífico insular, siglo XVIII: Felipe de Yriarte y Francisco Ignacio de Yraeta, sus epístolas. Estados Unidos de América: Bonilla Artigas Editores. ISBN 9786078560769. OCLC 1444764059.[2]

- (coord.)Empresarios, sociedad y cultura, siglos XVI a XVIII : de la Europa del Renacimiento al México nacional (2017)[3]

- (coord.) Nueva España en la monarquía hispánica  (2016). [4]

- Torales Pacheco, Maria Cristina (2001). Ilustrados en la Nueva España. Los socios de la Real Sociedad Bascongada de los Amigos del País. México: Universidad Iberoamericana. ISBN 9789688594100. OCLC 645172959.

- Tierras de Indios. Tierras de españoles (2005).[5]
- Ilustrados en la Nueva España. Los socios de la Real Sociedad Bascongada de los Amigos del País (2001).